# باسبریج
باسبریج (به انگلیسی: Busbridge) یک روستا و محله مدنی در بریتانیا است که در Waverley واقع شده‌است. باسبریج ۹٫۹۲ کیلومتر مربع مساحت و ۷۷۹ نفر جمعیت دارد.